# Иванов-Борецкий, Михаил Владимирович
Михаи́л Влади́мирович Ивано́в-Боре́цкий (4 (16) июня 1874, Москва — 1 апреля 1936, Москва) — русский советский музыковед, педагог, историк и теоретик музыки; общественный деятель.

## Биография
Родился в Москве 4 (16) июня 1874 года.
В 1896 году окончил юридический факультет Московского университета. Одновременно, получал музыкальное образование; изучал теорию композиции: в 1894—1896 годах в Москве у Н. С. Кленовского и в 1898—1900 годах в Петербурге у Н. А. Римского-Корсакова; в 1901—1905 годах изучал историю музыки во Флоренции у Альфонсо Фалькони. По возвращении в Москву участвовал в деятельности различных музыкальных общественно-просветительских организаций, в том числе Кружка комической оперы, где была поставлена его опера «Адольфина» (1908).
В 1913 году написал оперу «Колдунья» по одноимённой сказке Е. Н. Чирикова.
Был одним из основателей и действительным членом общества «Музыкально-теоретическая библиотека»; участвовал в работе Московской симфонической капеллы, преподавал на Пречистенских курсах.
После 1917 года работал в общественных организациях, научных институтах (в частности, был учёным секретарём ГИМН), читал лекции. Сотрудничал в энциклопедиях (словарь Гранат, БСЭ, Малая советская энциклопедия, 11-е издание Музыкального словаря Римана и других).
С 1921 года преподавал (с 1922 года — профессор) историю зарубежной музыки в Московской консерватории. В 1924 основал и возглавил так называемое музыкально-научно-исследовательское отделение (МУНАИС). В 1924—26 был директором консерваторской библиотеки. В 1929—1930 годах — проректор по учебной части. В 1932—1934 годах руководил историко-теоретической кафедрой и аспирантурой консерватории. Среди учеников Иванова-Борецкого: Ю. В. Келдыш, Т. Н. Ливанова, А. Соловцов, Д. В. Житомирский, Л. А. Мазель, В. Э. Ферман.
Преподавал также в музыкальном техникуме им. Гнесиных. Один из создателей советской школы исторического музыкознания в области зарубежной музыки, крупнейший специалист по истории музыки эпохи Возрождения и XVII—XVIII вв.
Умер 1 апреля 1936 года. Урна с прахом захоронена в закрытом колумбарии № 2 Донского кладбища.

## Научная деятельность
В 1929 году Иванов-Борецкий издал «Музыкально-историческую хрестоматию», в которой (в трёх выпусках) были представлены нотные образцы музыки до XVIII в.; 2-е переработанное издание, вышедшее в двух томах (1933 и 1936), содержит обширную вступительную статью и охватывает историю западноевропейской музыки от античности до XVII в. В 1934 году под редакцией Иванова-Борецкого вышли «Материалы и документы по истории музыки», в которых собрано множество литературных памятников, связанных с историей западноевропейского театра XVIII века. В 1935 году в редакции Иванова-Борецкого вышел сборник «Музыкальное наследство» с материалами по истории русской и зарубежной оперы, включавший также ряд отдельных статей об оперных композиторах.
Иванов-Борецкий славился энциклопедическими знаниями, читал на нескольких иностранных языках (итальянский, французский, немецкий, английский, латынь). Он написал ряд статей в энциклопедический словарь Гранат, первое издание Большой советской энциклопедии (в том числе статьи «Гармония» и «Тональность»), Малую советскую энциклопедию, в немецкий Музыкальный словарь Римана (11-е издание).
Иванов-Борецкий также занимался теорией музыки. Он выступил редактором и комментатором книги Люсьена Шевалье «История учений о гармонии» (М., 1932), к которой добавил аналитический очерк о теоретических учениях, созданных на Западе (А. Шёнберг, Альберто Джентили) и в России (Ю. К. Арнольд, Б. Л. Яворский, Н. А. Гарбузов) в конце XIX и в XX веках.
Многие труды Иванова-Борецкого остались неопубликованными в архивах. Переводы (фрагментарные) средневековых и ренессансных музыкальных трактатов, выполненные Ивановым-Борецким, включил в антологию (разных переводов) «Музыкальная эстетика западноевропейского Средневековья и Возрождения» (Москва, 1966) эстетик В. П. Шестаков.

## Сочинения

### Труды (выборка)
- Палестрина: Биографический очерк. — М., 1909.
- Шуман: Биографический очерк. — М., 1910; репринт 2001.
- Мендельсон: Биографический очерк. — М., 1910.
- Очерк истории мессы. — М.: Изд-во Моск. симф. капеллы, 1910.
- Забытый музыкант (Э. Т. А. Гофман) // РМГ, 1911.
- Таблицы по общей истории музыки. — М., 1924.
- Страничка прошлого (Две оперы эпохи Великой французской революции) // Музыкальная новь. — 1924. — Вып. 6-7.
- М. В. Иванов-Борецкий. О ладовой основе полифонической музыки (1929; репринт 1972)
- Музыкально-историческая хрестоматия: 
  - Вып. 1: Вокальная музыка до 1600 года. — М., 1929.
  - Вып. 2: Вокальная музыка XVII и XVIII в. — М., 1929.
  - Вып. 3: Инструментальная музыка XVI—XVIII в. — М., 1929.
- Джоакино Россини // Пролетарский музыкант, 1930, № 7.
- Музыкально-историческая хрестоматия. Издание 2-е, переработанное и дополненное:
  - Т. 1: Музыка доклассового и рабовладельческого общества. Музыка эпохи феодализма. Разложение феодализма. — М., 1933.
  - Т. 2: Музыка эпохи дальнейшего разложения феодализма (абсолютистские монархии). — М., 1936.
- Материалы и документы по истории музыки. — М., 1934.
- От оперы к оратории (Г. Ф. Гендель) // Советская музыка. — 1935. — № 3.

### Музыкальные сочинения
- Адольфина (1908)
- Колдунья (1913), по сказке Е. Н. Чирикова